# Banchus zonatus
Banchus zonatus är en stekelart som beskrevs av Rudow 1883. Banchus zonatus ingår i släktet Banchus och familjen brokparasitsteklar. Inga underarter finns listade.